# V. Narry Kim
V. Narry Kim, nacida en 1969, es una bioquímica y microbióloga surcoreana.

## Biografía
En 1988, entre en la Universidad Nacional de Seúl. Estudió Microbiología en 1992 e hizo una maestría en ciencias en 1994. Se vinculó a la Universidad de Oxford para efectuar una tesis en bioquímica que sostiene en 1998. Entre 1999 y 2001, efectúa sus investigaciones postdoctorales cerca de Gideon Dreyfuss en el Instituto Médico Howard Hughes y en la Universidad de Pensilvania. En 2001, vuelve en Corea del Sur donde resulta investigadora adjunta al seno de la Universidad nacional de Seúl. Es directora del centro de investigaciones sobre la ARN desde 2012 en el Institute for Basic Science. Es profesora titular de la Universidad Nacional de Seúl desde 2013. 
Es conocida para sus trabajos pioneros sobre la biogénesis del Micro ARN que han llevado a de numeroso otros trabajos sobre la ARN interferente ARN. Es miembro del comité de redacción de varias revistas científicas como Molecular Cell, Cell Research, Cell, Genes and Development y The EMBO Journal.

## Premios y distinciones

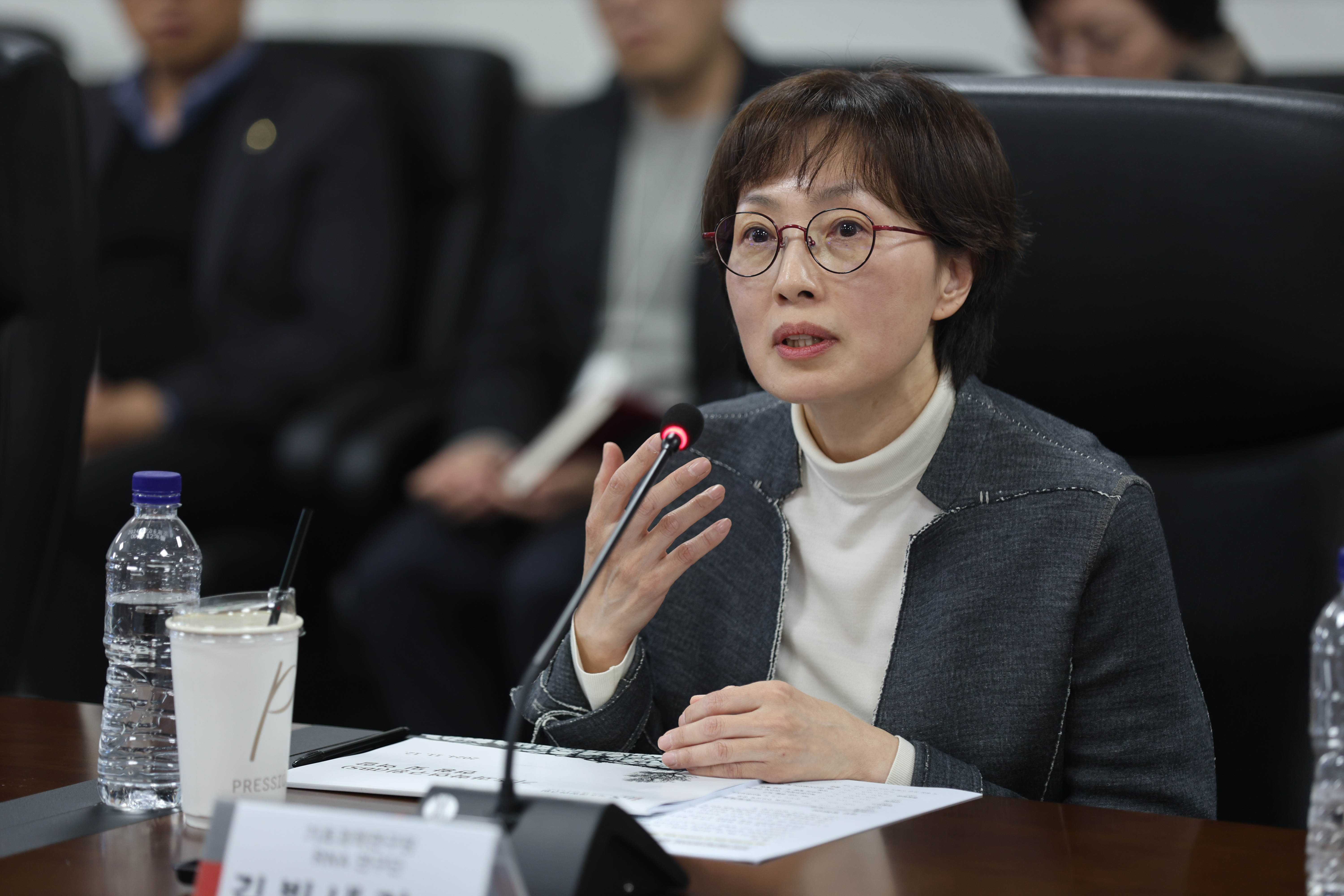
Kim hablando en una reunión en 2024.

- 2008: Premio L'Oréal-UNESCO a Mujeres en Ciencia « Por haber dilucidado varias etapas llaves de la formación de una nueva clase de moléculas de ARN reguladoras de genes »[3]
- 2009: Premio Ho-Am de medicina de la fundación Samsung
- 2013: miembro de la Organización Europea de Biología Molecular
- 2014:
  - miembro de la Academia de las ciencias de la República de Corea
  - miembro de la Academia nacional de las ciencias de Estados Unidos)

## Publicaciones
- Lee, Yoontae, y al. The nuclear RNase III Drosha initiates microRNA processing. Nature 425.6956 (2003): 415-419.
- Lee, Yoontae, y al. MicroRNA genes are transcribed by RNA polymerase II. The EMBO periódico 23.20 (2004): 4051-4060.
- Kim, V. Narry, Jinju Han, and Mikiko C. Siomi. Biogenesis of small RNAs in animals. Nature reviews Molecular cell biology10.2 (2009): 126-139.
- Lee, Yoontae, y al. MicroRNA maduración: stepwise processing and subcellular localization. The EMBO periódico 21.17 (2002): 4663-4670.
- Kim, V. Narry. MicroRNA biogenesis: coordinated cropping and dicing. Nature reviews Molecular cell biology 6.5 (2005): 376-385.
- Han, Jinju, y al. The Drosha-DGCR8 complex in primary microRNA processing.Genes & development 18.24 (2004): 3016-3027.
- Han, Jinju, y al. Molecular basis for the recognition of primary microRNAs by the Drosha-DGCR8 complex. cell 125.5 (2006): 887-901.
- Dreyfuss, Gideon, V. Narry Kim, and Naoyuki Kataoka. Messenger-RNA-binding proteins and the mensajes they carry. Nature reviews Molecular cell biology 3.3 (2002): 195-205.
- Ha, Minju, and V. Narry Kim. Regulación of microRNA biogenesis. Nature reviews Molecular cell biology 15.8 (2014): 509-524.
- Suh, Mi-Ra, y al. Human embryonic stem cells express tiene único set of microRNAs. Developmental biology 270.2 (2004): 488-498.